# رينيه دومون
رينيه دومون (بالفرنسية: René Dumont)‏ هو عالم بيئة ومهندس فرنسي، ولد في 13 مارس 1904 في كامبريه في فرنسا، وتوفي في 18 يونيو 2001 في فونتوني سو بوا في فرنسا.